# Mors owocowy
Mors owocowy (winsok) – utrwalony spirytusem rektyfikowanym sok owocowy (moszcz), wykorzystywany jako półprodukt do produkcji wódek owocowych. 
Zgodnie z przepisami Ustawy o napojach spirytusowych (2002), jest półproduktem służącym do wyrobu napojów  spirytusowych, w postaci utrwalonego alkoholem etylowym soku z owoców (surowego lub rozcieńczonego soku wcześniej zagęszczonego), zawierającym objętościowo co najmniej 16, a najwyżej 20% alkoholu.